# Eva Angelina
Eva Angelina (Orange County, 14 maart 1985), pseudoniem van Nicole Clyne, is een Amerikaans pornoactrice en model. Andere pseudoniemen waaronder ze heeft gewerkt zijn Eva Angelica, Angelina Del Mar en Angelina.

## Vroege leven
Angelina is geboren in Orange County, Californië. Ze is van Cubaanse, Chinese, Engelse en Ierse komaf. Ze zou van een rijke familie afkomstig zijn maar toen ze 13 jaar was veranderde dit toen haar familie zo ongeveer alles verloor.

## Carrière
Angelina begon haar pornocarrière door een advertentie te beantwoorden in de krant; haar eerste werk was in de serie Shane's World. Haar pseudoniem is een verwijzing naar Evangeline, A Tale of Acadie, een gedicht van de Amerikaanse dichter Henry Wadsworth Longfellow. Ze is bekend voor het dragen van een bril tijdens opnames. Ze heeft bijrollen gespeeld in niet-pornografische series zoals 7th Heaven en Cousin Skeeter. In 2010 noemde het tijdschrift Maxim haar als een van de 12 vrouwelijke topsterren in porno.

## Persoonlijk
Angelina was van 2007 tot 2009 getrouwd met pornoacteur Danny Mountain. Ze hebben samen een dochter.